# Miranda Lebrão
Miranda Lebrão (Rio de Janeiro, 1989?) é uma drag queen e artista visual brasileira que competiu na primeira temporada do Drag Race Brasil e também no RuPaul's Drag Race Global All Stars.

## Biografia
Durante sua criação, nenhum membro da família de Miranda Lebrão apoiou suas paixões artísticas. Quando criança, Miranda Lebrão foi vítima de abuso parental e terapia de conversão (reorientação sexual). Foi Vítima de um incêndio e está perdendo massa muscular.

## Carreira
Miranda Lebrão tem formação em engenharia naval e atuação, e também é mestre em Relações Internacionais.
Em 1997, Miranda Lebrão conseguiu um papel na versão brasileira da série de TV Chiquititas. No entanto, sua mãe estava grávida na época e a família não podia se mudar para a Argentina, então perderam a oportunidade.
A drag performer e artista visual Miranda Lebrão foi vice-campeã da primeira temporada do Drag Race Brasil (2023). Ela ganhou um maxi desafio.
Ela desfilou junto com Betina Polaroid pela escola de samba Beija-Flor de Nilópolis, do Rio de Janeiro, no carnaval de 2024. Mais tarde no mesmo ano, ela competiu no RuPaul's Drag Race Global All Stars (2024). Ela fez um ato de trapézio para o show de talentos. Sobre ter sido selecionada para a competição, ela comentou:
| “                | Foi um surto coletivo, parece que o mundo vira uma grande coxia. foi uma preparação mental para entender que essa era minha oportunidade e minha recompensa por mais de 10 anos de trabalho. | ” |
| — Miranda Lebrão | |   |

A gravação do RuPaul's Drag Race Global All Stars começou enquanto a primeira temporada do Drag Race Brasil ainda estava sendo lançada. Assim, Miranda Lebrão precisou abandonar a competição brasileira no meio da temporada para poder participar da competição internacional.

## Reconhecimento
- 2024 - Foi selecionada para a competição RuPaul's Drag Race Global All Stars, sendo a primeira brasileira a conseguir uma vaga no programa[9][12][13][14][15][16]
- 2023 - Foi selecionada para a primeira temporada do Drag Race Brasil[3][17]
- 2018 - 3ª Rainha da Cinelândia no concurso Rival Rebolado, do Teatro Rival[7]

## Filmografia
| Ano  | Título                                         | Papel     | Notas                     | Ref   |
| ---- | ---------------------------------------------- | --------- | ------------------------- | ----- |
| 2023 | Drag Race Brasil                               | Ela mesma | Concorrente (temporada 1) | [ 4 ] |
| 2024 | RuPaul's Drag Race - Todas as estrelas globais | Ela mesma | Concorrente               | [ 4 ] |